# Olympische Sommerspiele 1988/Teilnehmer (Uruguay)
| Gelbes Symbol für Goldmedaillen mit stilisierten Olympischen Ringen | Graues Symbol für Silbermedaillen mit stilisierten Olympischen Ringen | Braundes Symbol für Bronzemedaillen mit stilisierten Olympischen Ringen |
| ------------------------------------------------------------------- | --------------------------------------------------------------------- | ----------------------------------------------------------------------- |
| —                                                                   | —                                                                     | —                                                                       |

Uruguay nahm an den Olympischen Sommerspielen 1988 in Seoul, Südkorea, mit einer Delegation von 15 Sportlern (14 Männer und eine Frau) teil.

## Teilnehmer nach Sportarten

### Boxen
- Daniel Freitas
Leichtgewicht: 33. Platz

- Juan Carlos Montiel
Mittelgewicht: 17. Platz

### Gewichtheben
- Germán Tozdjián
Leichtschwergewicht: Aufgabe

### Leichtathletik
- Claudia Acerenza
Frauen, 100 Meter: Vorläufe
Frauen, 200 Meter: Vorläufe

### Moderner Fünfkampf
- Alejandro Michelena
Einzel: 62. Platz

### Radsport
- José Asconeguy
Straßenrennen, Einzel: 46. Platz

- Alcides Etcheverry
Straßenrennen, Einzel: 76. Platz

- Federico Moreira
Punkterennen: Vorläufe

### Rudern
- Jesús Posse
Einer: 11. Platz

### Schwimmen
- Carlos Scanavino
100 Meter Freistil: 39. Platz
200 Meter Freistil: 19. Platz
400 Meter Freistil: 12. Platz

### Segeln
- Alejandro Ferreiro
Star: 21. Platz

- Bernd Knuppel
Star: 21. Platz

- Héber Ansorena
Soling: 16. Platz

- Horacio Carabelli
Soling: 16. Platz

- Luis Chiapparro
Soling: 16. Platz